# マルグリット・ド・ブルゴーニュ (1393-1442)
マルグリット・ド・ブルゴーニュ（Marguerite de Bourgogne, 1393年12月8日 - 1442年2月2日）は、フランス北東部の諸侯ブルゴーニュ公爵家の公女。ブルゴーニュ公ジャン1世（無怖公）の娘で、初めフランス王シャルル6世の息子でルイ王太子の妃、死別後はブルターニュ公ジャン5世の弟アルテュール・ド・リッシュモン（後のアルテュール3世）の妃になった。百年戦争後期、実家と婚家の間の政争の駒として生涯を送った。

## 生涯
1393年、ブルゴーニュ公フィリップ2世（豪胆公）の長男で継嗣のヌヴェール伯ジャン（後のジャン無怖公）と、その妻でバイエルン＝シュトラウビンク公・エノー伯・ホラント伯・ゼーラント伯アルブレヒト1世の娘であるマルグリットの間の第1子、長女として生まれた。妹にイングランド・フランス二重王国の摂政ベッドフォード公ジョン・オブ・ランカスターの妻アンヌ、ブルボン公シャルル1世の妻アニェス、弟にブルゴーニュ公フィリップ3世（善良公）がいる。
1394年7月9日、祖父の意向でフランス王シャルル6世の次男である王太子シャルル（1392年 - 1401年）の許嫁となる。2人は又従兄妹同士の間柄だった。1396年1月に正式に婚約が取り交わされ、マルグリットは「王太子妃（madame la dauphine）」と呼ばれるようになった。マルグリットと妹たちは同時代人から「フクロウのように平らな顔をしている」と言われた。姉妹はブルゴーニュ公爵家の愛情深く家庭的な雰囲気の中で育ち、父方の祖母のフランドル女伯マルグリット3世の手許で養育された。
1401年に婚約者のシャルル王太子が8歳で死ぬと、マルグリットの祖父とシャルルの母イザボー王妃は、アルマニャック・ブルギニョン内戦に対処すべく、新たな政略結婚を模索した。1403年5月、マルグリットは亡き婚約者の弟で新たな王太子となったギュイエンヌ公ルイと婚約した。婚礼は1404年8月末に行われた。祖父は孫娘を未来のフランス王妃とすることで、ブルゴーニュ公爵家と王家の結びつきを保とうと考えていた。この婚礼の3年前には、マルグリットの弟フィリップ（後のフィリップ善良公）とルイの妹ミシェルが結婚しており、王家とブルゴーニュ公爵家の二重の縁組が成立した。祖父は翌1404年4月に死去、父が公爵家の家督を継いでいた。イタリア生まれの女流詩人クリスティーヌ・ド・ピザンは、若い王太子妃に学ぶべき素養と振舞について諭す手稿を献呈しているが、この手稿はおそらく父が注文したものと考えられる。
ランス大司教ジャン・ジュヴェナル・デ・ウルサンの年代記によれば、王太子夫妻の最初の床入りは1409年6月のことであったという。義母イザボー王妃を女主人とするフランス宮廷において、マルグリットは夫ルイ王太子の寵をめぐって争うアルマニャック派とブルゴーニュ派の間で翻弄された。結婚生活は1415年のルイ王太子の死によって終わり、マルグリットは実家に戻り母や未婚の妹たちと暮らした。1419年に父がアルマニャック派に暗殺されると、弟の善良公が当主となった。
1422年にシャルル6世が崩御すると、トロワ条約に基づき、その外孫にあたる幼いイングランド王ヘンリー6世がフランス北部を統治するようになった（イングランド・フランス二重王国）。同時に、これに対抗してマルグリットの夫の末弟ポンテュー伯シャルル（シャルル7世）が正統なフランス王位を主張していた。1423年、善良公はブルターニュ公ジャン5世およびヘンリー6世の摂政ベッドフォード公ジョン・オブ・ランカスターと同盟を結んだ。善良公はこの同盟関係を強化するため、妹アンヌと姉マルグリットを、それぞれベッドフォード公とブルターニュ公の弟アルテュール・ド・リッシュモンに嫁がせることにした。
マルグリットはリッシュモン伯がイングランド軍の捕虜になっていたことや、元王太子妃でギュイエンヌ公爵夫人の称号を保つ自分が伯爵と再婚すれば、同様に公爵夫人となった妹たちより身分が低くなることに不満を持ち、この再婚話には乗り気でなかった。善良公は信頼する従者レニエ・ポー（Renier Pot）をマルグリットの許に遣わし、この縁組の重要性について説明させた。ポーはマルグリットに、ブルゴーニュ家にとってブルターニュ公爵家との同盟は絶対必要であること、ベッドフォード公がリッシュモン伯にトゥーレーヌ公の爵位を与える気であることを話した。ポーはさらに、善良公が未だ子供を授かっていないのだから、最年長の姉マルグリットが早くに再婚し、子供を作ってブルゴーニュ公爵家の後継候補に仕立てる方が有利であるとも語った。マルグリットは最終的に説得され、1423年10月10日にリッシュモン伯と再婚した。
リッシュモン伯は元王太子妃マルグリットとの再婚後、にわかにフランス宮廷の重要人物に浮上し、妻の実家ブルゴーニュ公爵家の利益のためにも貢献した。ブルゴーニュ公爵家とブルターニュ公爵家は後にシャルル7世と同盟関係に入り、シャルル7世のイングランド勢掃討作戦に協力した。マルグリットは妻として夫を支え、夫がシャルル7世と仲たがいした時は夫を義弟シャルル7世から守り、夫が戦地に赴いている際は所領の経営を代わりに行った。1436年、シャルル7世の陣営がパリを取り戻した際、マルグリットは夫と一緒にパリに移った。それ以降、マルグリットに関する消息はほとんど分からない。
1442年2月、マルグリットは子供のないままパリで死去した。彼女は遺言状（ナントの古文書館に写しが保存されている）において、ピカルディ地方のリエス＝ノートル＝ダムの教会に彼女の心臓を安置するように言い残したが、夫や弟は多忙のためか彼女の願いを実行には移さなかったようである。リッシュモンはマルグリットとの死別後、さらに2度再婚するが、嫡子を得ることは出来なかった。

## 引用
1. 1 2 3  Vaughan, Richard (2002). Philip the Bold: The Formation of the Burgundian State. Boydell Press. pp. 91–92. ISBN 0-85115-915-X
2. 1 2 3 4  Vaughan, Richard (2002). Philip the Good: The Apogee of Burgundy. Boydell Press. p. 10. ISBN 0-85115-917-6
3. 1 2 3  Morewedge, Rosemarie Thee (1975). The Role of Woman in the Middle Ages: Papers of the Sixth Annual Conference of the Center for Medieval and Early Renaissance Studies. State University of New York Press. pp. 97–98, 114–115. ISBN 1-4384-1356-4
4. 1 2 3  Vaughan, Richard (2002). John the Fearless: The Growth of the Burgundian Power. Boydell Press. p. 246. ISBN 0-85115-916-8
5. ↑  Adams, Tracy (2010). The Life and Afterlife of Isabeau of Bavaria. Baltimore, MD: Johns Hopkins University Press. pp. 17–18. ISBN 978-0-8018-9625-5
6. 1 2  Wade Labarge, Margaret (1997). A Medieval Miscellany. McGill-Queen's Press. p. 41. ISBN 0-7735-7401-8